# Шмидт, Якоб Фридрих
Якоб Фридрих Шмидт (1723, Лейпциг —  5 января 1786, Санкт-Петербург) — русский географ и картограф немецкого происхождения, академик РАН (1757).

## Биография
Уроженец Лейпцига. В 1757 году, по приглашению Готфрида Гейнзиуса прибыл в Санкт-Петербург. С того же года — действительный член Императорской Академии наук в Санкт-Петербурге (предшественницы РАН).
В Санкт-Петербурге Шмидт, вместе с академиком Иваном Трускоттом (Траскоттом), работал в Географическом департаменте, который с 1758 года возглавлял М. В. Ломоносов. Под руководством Ломоносова, Шмидт и Трускотт, которые были с ним в несколько лучших отношениях, чем остальные «немцы», занимались составлением новых атласов и карт Российской империи.
Эта работа продолжалась и после смерти Ломоносова. В 1776 году Шмидт и Трускотт составил полную карту Российской империи, которая стала одной из лучших полных карт России того времени, наряду с Атласом Всероссийской империи Ивана Кирилова 1730-х годов, и картой, несколькими десятилетиями ранее составленной Делилем.
Помимо этого, составлялись детализированные карты отдельных губерний, и, в некоторых случаях, уездов, островов, побережий; чертились планы крупных городов. В качестве пример можно привести составленную и изданную Шмидтом в 1773 году «Генеральную карту географическую, представляющую Архангельскую губернию на свои провинции разделенную», на которой Кольский полуостров впервые указан с очертаниями, близкими к подлинным.
Карты Трускотта и Шмидта не оставались сугубо кабинетным упражнением. Напротив, они рассылались по губерниям, чтобы облегчить губернаторам управление ими. Картами пользовались сановники в Санкт-Петербурге, для того, чтобы лучше представить рельеф и масштабы управляемой ими страны.
Параллельно, Трускотт и Шмидт преподавали картографию в санкт-петербургской Академической гимназии. Дальнейшее картографирование России продолжали во многом их ученики.
Скончался Якоб Фридрих Шмидт в 1786 году в Санкт-Петербурге.
Достоверного портрета Якоба Фридриха Шмидта не существует. Используемый в некоторых источниках портрет в действительности изображает однофамильца более позднего времени.

## Избранные карты
- Генеральная карта Российской империи : по новейшим наблюдениям и известиям / сочиненная И. Трескотом и Я. Шмитом; Вырезывали К.Фролов, Е. Худяков, Н.Зубков. - [1: 7 350 000]. - [Санктпетербург : Академия Наук], 1776. - 1 к. (3 л.) : раскраш., грав.; 70х150 см.
- Карта Представляющая Крым и Степь Крымскую из Новейших Известий / Сочиненная при Акад. Наук Я. Ф. Шмитом; Вырез[ывал] Н. Зубков. - [1: 756 000], 18 верст в 1 дюйме, 7,56 км в 1 см. - [Санкт-Петербург] : Географический департамент Академии наук, 1777.
- Карта Географическая Финскаго Залива / сочиненная при Имп. Академии Наук Адъюнктом Я.Ф. Шмитом. - 1:420 000, 4,2 км в 1 см. - [Санкт-Петербург] : Академия наук, 1770
- Пограничная карта Российской и Турецкой империи и Польши, / сочиненная по новейшим известиям при Академии Наук Адъюнктом Я. Ф. Шмитом. - 1:1 470 000, 14,7 км в 1 см. - [Санкт-Петербург] : Академия Наук, 1769